# Niziny (Busko)
Pour les articles homonymes, voir Niziny.
Niziny est une localité polonaise de la gmina de Tuczępy, située dans le powiat de Busko en voïvodie de Sainte-Croix.